# Morti nel 1624
| Questa pagina contiene informazioni ricavate automaticamente dalle voci biografiche con l'ausilio del template Bio e di un bot. L'aggiornamento è periodico e automatico e ricostruisce completamente la pagina. Se manca una persona in questa lista, sei pregato di non aggiungerla, ma accertati piuttosto che la sua voce biografica contenga il template Bio e che i dati anagrafici siano correttamente compilati. Se il template Bio manca, inseriscilo tu stesso o, in alternativa, metti l'avviso {{tmp\|Bio}} che ne segnala la mancanza. Se i dati riportati sono sbagliati, correggi direttamente la voce biografica; le modifiche saranno visibili in questa lista entro pochi giorni. Per chiarimenti vedi il progetto biografie. La lista contiene solo le 103 persone che sono citate nell'enciclopedia e per le quali è stato implementato correttamente il template Bio. Pagina aggiornata al 26 lug 2025. |

## Gennaio(4)
- 3 gennaio - Jacopo Inghirami, ammiraglio italiano (n. 1565)
- 14 gennaio - Antonio Talpa, religioso italiano (n. 1536)
- 18 gennaio - Giovanni III d'Aragona Tagliavia, nobile italiano (n. 1585)
- 24 gennaio - Antonio Pagni, presbitero e religioso italiano (n. 1556)

## Febbraio(10)
- 4 febbraio - Vicente Espinel, poeta, romanziere e musicista spagnolo (n. 1550)
- 6 febbraio - Lamoral I di Ligne, diplomatico belga (n. 1563)
- 10 febbraio - Wawrzyniec Gembicki, arcivescovo cattolico polacco (n. 1559)
- 12 febbraio - George Heriot, orafo e filantropo scozzese (n. 1563)
- 14 febbraio - Giulio Cesare Lagalla, filosofo e medico italiano (n. 1571)
- 16 febbraio - Ludovic Stewart, II duca di Lennox, nobile e politico scozzese (n. 1574)
- 16 febbraio - Juan de Mariana, gesuita, teologo e storico spagnolo (n. 1536)
- 20 febbraio - Domenico Paganelli, architetto e monaco cristiano italiano (n. 1545)
- 21 febbraio - Dirck van Baburen, pittore olandese
- 21 febbraio - Giovanni Adolfo di Schleswig-Holstein-Sonderburg-Norburg, nobile danese (n. 1576)

## Marzo(5)
- 9 marzo - Orazio Navazzotti, letterato italiano
- 13 marzo - Matteo Priuli, cardinale italiano (n. 1577)
- 17 marzo - Antonio Caetani, cardinale italiano (n. 1566)
- 22 marzo - Cesare II Fregoso, condottiero italiano
- 27 marzo - Richard Cocks, navigatore e mercante britannico (n. 1566)

## Aprile(6)
- 1º aprile - Virginio Cesarini, poeta italiano (n. 1595)
- 3 aprile - Kemankeş Kara Ali Pascià, politico ottomano (n. 1580)
- 4 aprile - Pietro Zlojutrić, vescovo cattolico bosniaco (n. 1565)
- 17 aprile - Maria Anna di Gesù Navarro, religiosa spagnola (n. 1565)
- 24 aprile - Francesco Borgani, pittore e restauratore italiano
- 24 aprile - Paolo Emilio Filonardi, arcivescovo cattolico italiano (n. 1580)

## Maggio(2)
- 13 maggio - Alessandro d'Este, cardinale e vescovo cattolico italiano (n. 1568)
- 23 maggio - Aurelio Lomi, pittore italiano (n. 1556)

## Giugno(2)
- 7 giugno - Giuseppe Biancani, gesuita, matematico e astronomo italiano (n. 1566)
- 28 giugno - Ridolfo Campeggi, letterato e poeta italiano (n. 1565)

## Luglio(6)
- 6 luglio - Ottavio Ridolfi, cardinale e vescovo cattolico italiano (n. 1582)
- 7 luglio - Lamoral de Tassis, conte (n. 1557)
- 22 luglio - García de Silva y Figueroa, diplomatico spagnolo (n. 1550)
- 27 luglio - Ercole Vaccari, vescovo italiana (n. 1550)
- 30 luglio - Esmé Stewart, III duca di Lennox, nobile scozzese (n. 1579)
- 31 luglio - Enrico II di Lorena, duca francese (n. 1563)

## Agosto(3)
- 4 agosto - Emanuele Filiberto di Savoia, militare (n. 1588)
- 20 agosto - Francesco Andreini, attore teatrale e drammaturgo italiano
- 30 agosto - Napoleone Comitoli, vescovo cattolico italiano (n. 1548)

## Settembre(10)
- 5 settembre - Gregorio Carbonelli, vescovo cattolico e teologo italiano (n. 1561)
- 8 settembre - Marco Antonio de Dominis, arcivescovo cattolico, teologo e scienziato dalmata (n. 1560)
- 9 settembre - Francesco Sforza, cardinale italiano (n. 1562)
- 12 settembre - Ketevan, regina georgiana
- 14 settembre - Jean des Porcelets de Maillane, vescovo cattolico francese (n. 1581)
- 18 settembre - Pedro Osores de Ulloa, generale spagnolo (n. 1554)
- 23 settembre - Willem Buytewech, pittore, incisore e disegnatore olandese (n. 1591)
- 24 settembre - Pedro Téllez-Girón, politico e militare spagnolo (n. 1574)
- 25 settembre - Fronton du Duc, gesuita, grecista e teologo francese (n. 1558)
- 28 settembre - Simón de Rojas, presbitero spagnolo (n. 1552)

## Ottobre(3)
- 1º ottobre - Nicolas Brûlart de Sillery, politico e nobile francese (n. 1544)
- 17 ottobre - Kōdai-in, monaco buddista giapponese
- 22 ottobre - Aelius Everhardus Vorstius, medico e botanico olandese (n. 1565)

## Novembre(7)
- 5 novembre - Charles Alexandre de Croÿ, militare belga (n. 1581)
- 10 novembre - Henry Wriothesley, III conte di Southampton, conte britannico (n. 1573)
- 13 novembre - Erpenius, orientalista olandese (n. 1584)
- 14 novembre - Costanzo Antegnati, compositore e organaro italiano (n. 1549)
- 17 novembre - Jacob Böhme, filosofo, teologo e mistico tedesco (n. 1575)
- 17 novembre - Fabrizio Verallo, cardinale e vescovo cattolico italiano (n. 1560)
- 26 novembre - Benedikt Carpzov il Vecchio, docente e giurista tedesco (n. 1565)

## Dicembre(10)
- 5 dicembre - Gaspard Bauhin, botanico svizzero (n. 1560)
- 6 dicembre - Francesco Contarini, doge (n. 1556)
- 9 dicembre - Flaminio Scala, attore teatrale e comico italiano (n. 1552)
- 10 dicembre - Ahmad Sirhindi, teologo indiano (n. 1564)
- 14 dicembre - Hans Francken, pittore fiammingo (n. 1581)
- 14 dicembre - Charles Howard, I conte di Nottingham, nobile, politico e militare britannico (n. 1536)
- 21 dicembre - Francisco Desquivel, arcivescovo cattolico spagnolo (n. 1550)
- 26 dicembre - Simon Marius, astronomo tedesco (n. 1573)
- 28 dicembre - Carlo d'Asburgo, vescovo cattolico austriaco (n. 1590)
- 29 dicembre - Thomas Edge, esploratore e mercante inglese (n. 1587)

## Senza giorno specificato(35)
- Patrick Anderson, gesuita scozzese (n. 1575)
- Martin Becanus, teologo olandese (n. 1563)
- Osias Beert, pittore fiammingo
- Isabella Cristina Berinzaga, mistica italiana
- Giovanni Maria Boldù, politico italiano (n. 1547)
- Fabrizio Branciforte, nobile e politico italiano (n. 1551)
- Jacques Cappel, religioso francese (n. 1570)
- Vincenzo Casciarolo, chimico e alchimista italiano (n. 1571)
- Cesare Clementini, storico e scrittore italiano (n. 1561)
- Tamás Erdődy, generale e nobile croato (n. 1558)
- Antoine Fabre, grammatico e presbitero francese (n. 1557)
- Antoine Favre, giurista francese (n. 1557)
- Richard Field, tipografo e editore inglese (n. 1561)
- Fukushima Masanori, generale giapponese (n. 1561)
- Gevherhan Sultan, principessa ottomana (n. 1544)
- Jasper van der Lanen, pittore fiammingo
- Francesco Lanario, militare e umanista italiano (n. 1588)
- Orazio Ludovisi, I duca di Fiano, nobile, militare e diplomatico italiano (n. 1561)
- Claude Mangot de Villeran et Villarceau, politico e nobile francese (n. 1556)
- Mere Hüseyin Pascià, politico ottomano
- Vincenzo Mirabella, storico, archeologo e architetto italiano (n. 1570)
- Gaspare Murtola, poeta e scrittore italiano (n. 1570)
- Ngola Mbandi, re
- François Didier Nomé, pittore francese
- Orlando Pescetti, pedagogista e letterato italiano (n. 1556)
- Scipione Porzio, filosofo, medico e scrittore italiano (n. 1538)
- Mariotto Radi, scultore, intagliatore e architetto italiano
- Giulio Cesare Stella, poeta e umanista italiano (n. 1564)
- Juan de Torquemada, spagnolo
- Christoph Trechsler, artigiano tedesco (n. 1546)
- Luis Tristán, pittore spagnolo (n. 1586)
- Guilliam Van Deynen, pittore fiammingo (n. 1575)
- Lodovico Vanelli, scultore e stuccatore svizzero
- Sebastián Vizcaíno, militare, esploratore e diplomatico spagnolo (n. 1548)
- Melchior Wildrich, politico e condottiero svizzero (n. 1541)